# 大川興業のインデペンデンス・デイ
『大川興業のインデペンデンス・デイ』（おおかわこうぎょうのインデペンデンス・デイ）は、2020年9月8日より動画共有サービスにて配信が開始された視聴者参加型のトーク番組である。出演者は大川豊、寺田体育の日、久嬢由起子。

## 放送概要
2020年8月4日前番組である『江頭2:50のピーピーピーするぞ！』番組終了に伴い後番組としてスタート、ニコニコ動画の有料チャンネル 『大川興業大チャンネル』にて配信中。一話分の収録をコーナーごと8回前後に区切り、週に2回の頻度で動画配信を行っている。
Youtube『大川興業チャンネル』でも配信が行われているが、その月に配信された一部のコーナーのみ無料で視聴する事が可能。

## 番組概要
「大川興業のインデペンデンス・デイ」は、大川総裁、寺田副総裁、久嬢由起子、3人によるトーク番組である。撮影スタジオは、前番組と同じ場所を使用して行っている。
番組の趣旨は「ノーコンプライアンスの下、様々なインディーズを応援する」としており、インディーの対象となるものも応募している。インディー魂を持って頑張っている人（自薦他薦問わず）、インディー魂を感じるモノやお店、看板など対象範囲は広い。
また、番組では大川総裁の気になる家電なども紹介、性能評価を行うと同時にそのまま視聴者プレゼントに発展する事もあり、かなり視聴者に寄り添ったコーナーとなっている。
寺田副総裁のプライベートな活動なども紹介されており、2020年現在コロナ禍によって支給となった給付金にまつわる話や地元・練馬区に関するネタなどが紹介されている。
番組後半では認定整体師である久嬢由起子の「肛筋ダイエット」コーナーで、視聴者向けにダイエット指南などを行っている。